# La Fille en rouge
Pour plus de détails, voir Fiche technique et Distribution.
La Fille en rouge (The Woman in Red) est une comédie américaine réalisée et interprétée par Gene Wilder, sortie en 1984. C'est un remake du film Un éléphant ça trompe énormément d'Yves Robert.

## Synopsis
En chemin à son travail, Teddy (Gene Wilder) croise Charlotte (Kelly LeBrock), une femme habillée en rouge dont il s'éprend sur-le-champ. Le hic : Teddy est marié...

## Fiche technique
- Titre : La Fille en rouge
- Titre original : The Woman in Red
- Réalisation : Gene Wilder
- Scénario : Gene Wilder, d'après un scénario original de Jean-Loup Dabadie et Yves Robert
- Genre : comédie
- Musique : John Morris
- Chansons écrites par Stevie Wonder, interprétées par Stevie Wonder et Dionne Warwick
- Film américain
- Durée : 87 minutes
- Dates de sortie : 
  - États-Unis : 15 août 1984
  - France : 19 septembre 1984

## Distribution
- Gene Wilder (VF : Serge Lhorca) : Teddy Pierce
- Charles Grodin (VF : Igor de Savitch) : Buddy
- Joseph Bologna : Joey
- Judith Ivey : Didi Pierce
- Kelly LeBrock (VF : Dorothée Jemma) : Charlotte
- Gilda Radner : Ms. Milner
- Michael Huddleston : Mikey

## Autour du film
- Le film doit une partie de sa notoriété à la bande originale du film composé par Stevie Wonder. Alors qu'il travaille sur les compositions originales du long métrage, Wonder y ajoute une chanson sur laquelle il planche depuis plusieurs années. La chanson en question, I Just Called to Say I Love You, remporte l'Oscar de la meilleure chanson originale[1] et est l'un des plus grands succès de sa carrière.
- La Fille en rouge est également l'un des premiers longs métrages à être classé PG-13 aux États-Unis.
- Le film est un remake du film français d'Yves Robert Un éléphant ça trompe énormément sorti en 1976.